# Perlodinella
Perlodinella és un gènere d'insectes plecòpters pertanyent a la família dels perlòdids.

## Hàbitat
En els seus estadis immadurs són aquàtics i viuen a l'aigua dolça, mentre que com a adults són terrestres i voladors.

## Distribució geogràfica
Es troba a Àsia.

## Taxonomia
- Perlodinella apicalis (Kimmins, 1947)
- Perlodinella fuliginosa (Wu, C.F., 1973)
- Perlodinella kozlovi (Klapálek, 1912)
- Perlodinella microlobata (Wu, C.F., 1938)
- Perlodinella tatunga (Wu, C.F., 1973)
- Perlodinella unimacula (Klapálek, 1912)[4][5][6][7]